# Henri II de Reuss-Obergreiz
Henri II de Reuss-Obergreiz (en allemand Heinrich II zu Reuß Obergreiz) est né à Dresde (Allemagne) le 4 février 1696 et meurt à Greiz le 17 novembre 1722. Il est un noble allemand, fils du comte Henri VI de Reuss-Obergreiz (de) (1649-1697) et de Henriette-Amélie de Friesen (1668-1732).

## Mariage et descendance
Le 22 octobre 1715 il se marie à Dresde avec Charlotte-Sophie de Bothmer
(1697-1748), fille de Jean-Gaspard de Bothmer (1656-1732) et de Gisèle-Erdmuda de Hoym (1669-1741). De ce mariage naissent:
- Henriette Erdmuda (1716-1719)
- Henri VIII (1718-1719)
- Henri IX (1718-1723)
- Henri X, né et mort le 1720.
- Henri XI Reuss-Greiz (1722-1800), marié avec Conradina de Reuss-Kostritz (1719-1770).